# Ulica Celna w Krakowie
Ulica Celna – ulica w Krakowie, w dzielnicy XIII Podgórze, w Podgórzu.
Łączy ulicę Legionów Józefa Piłsudskiego z ulicą Kalwaryjską. Jest jednojezdniowa.

## Historia
Ulica została w obecnym kształcie wytyczona w połowie XIX wieku (ok. 1850) i do 1917 roku nosiła nazwę ul. Wiślnej. Nazwę tę trzeba było zmienić po przyłączeniu Podgórza do Krakowa w 1915 roku ze względu na to, że w lewobrzeżnym Krakowie już istniała ul. Wiślna. Nową nazwę nadano ulicy w 1917 i brzmiała ona początkowo ul. Cłowa, a wkrótce później Rada Miasta Krakowa nadała ulicy obecną nazwę. 
Nawiązuje ona  do komory celnej, która istniała w poblżu, na nieistniejącym dziś placu Cesarza Józefa II.  Komora ta powstała w 1779 roku, po I rozbiorze Polski, w okresie, kiedy Wisła stanowiła granicę między Rzeczpospolitą Obojga Narodów, a monarchią Habsburgów.

## Zabudowa
Po zachodniej stronie ulicy
- ul. Celna 1 (ul. Kalwaryjską 2) – kamienica, XIX wiek.
- ul. Celna 3 – kamienica, 1905.
- ul. Celna 5 – kamienica, 1908–1910.
- ul. Celna 7 – dom. Projektował Kazimierz Leiter, 1892–1894.
- ul. Celna 11 – kamienica, 1890 roku.

Po wschodniej stronie ulicy
- ul. Celna 4 – kamienica, XIX wiek.
- ul. Celna 6 – kamienica. Projektował Antoni Dostal, 1912–1913.
- ul. Celna 12 (ul. Przy Moście) – dom. Projektował Stanisław Serkowski, 1885–1886.

Opracowano na podstawie źródła: Gminnej ewidencji zabytków – Kraków.

## Galeria

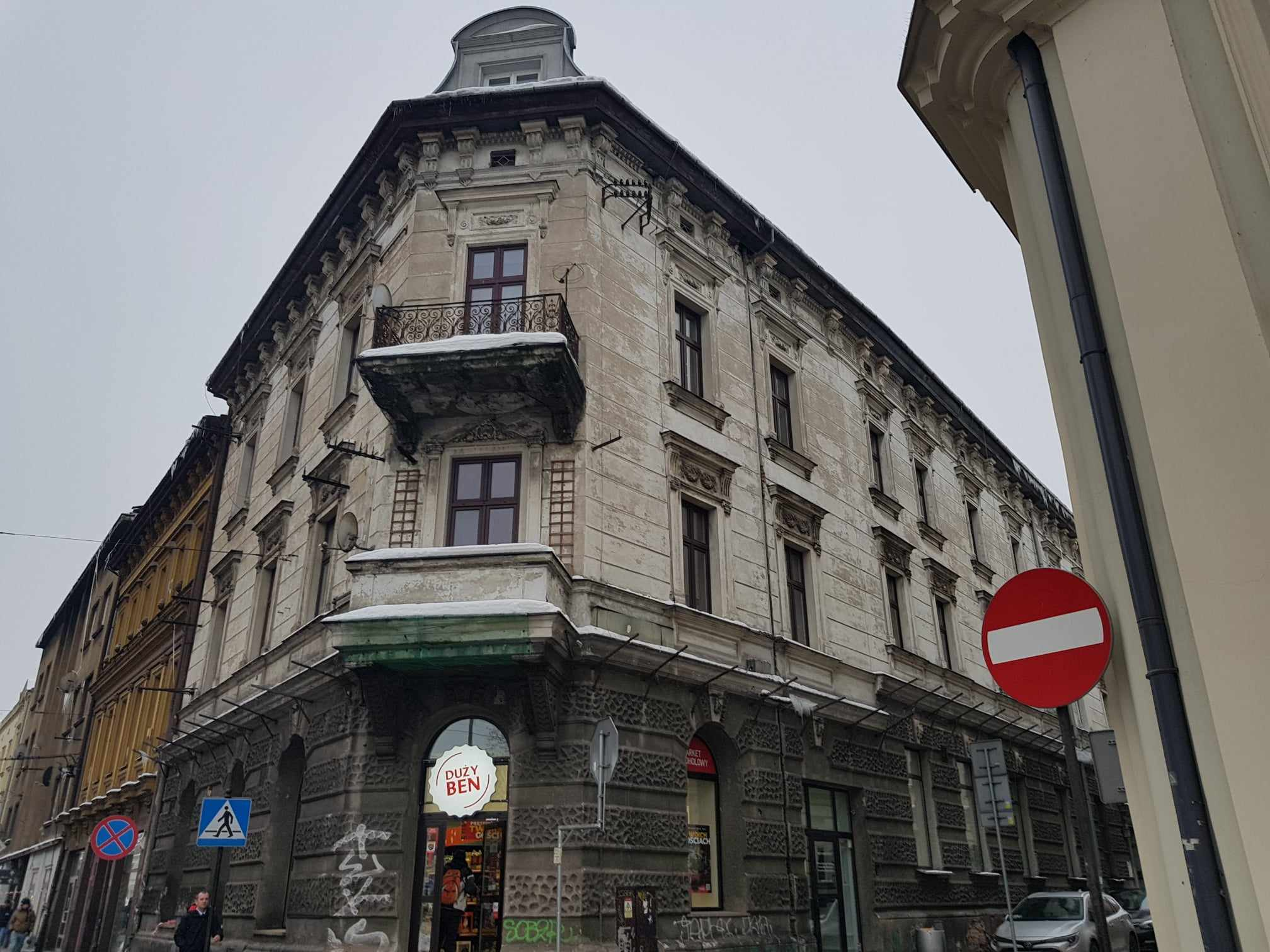
ul. Celna 1 Kamienica (XIX w.)
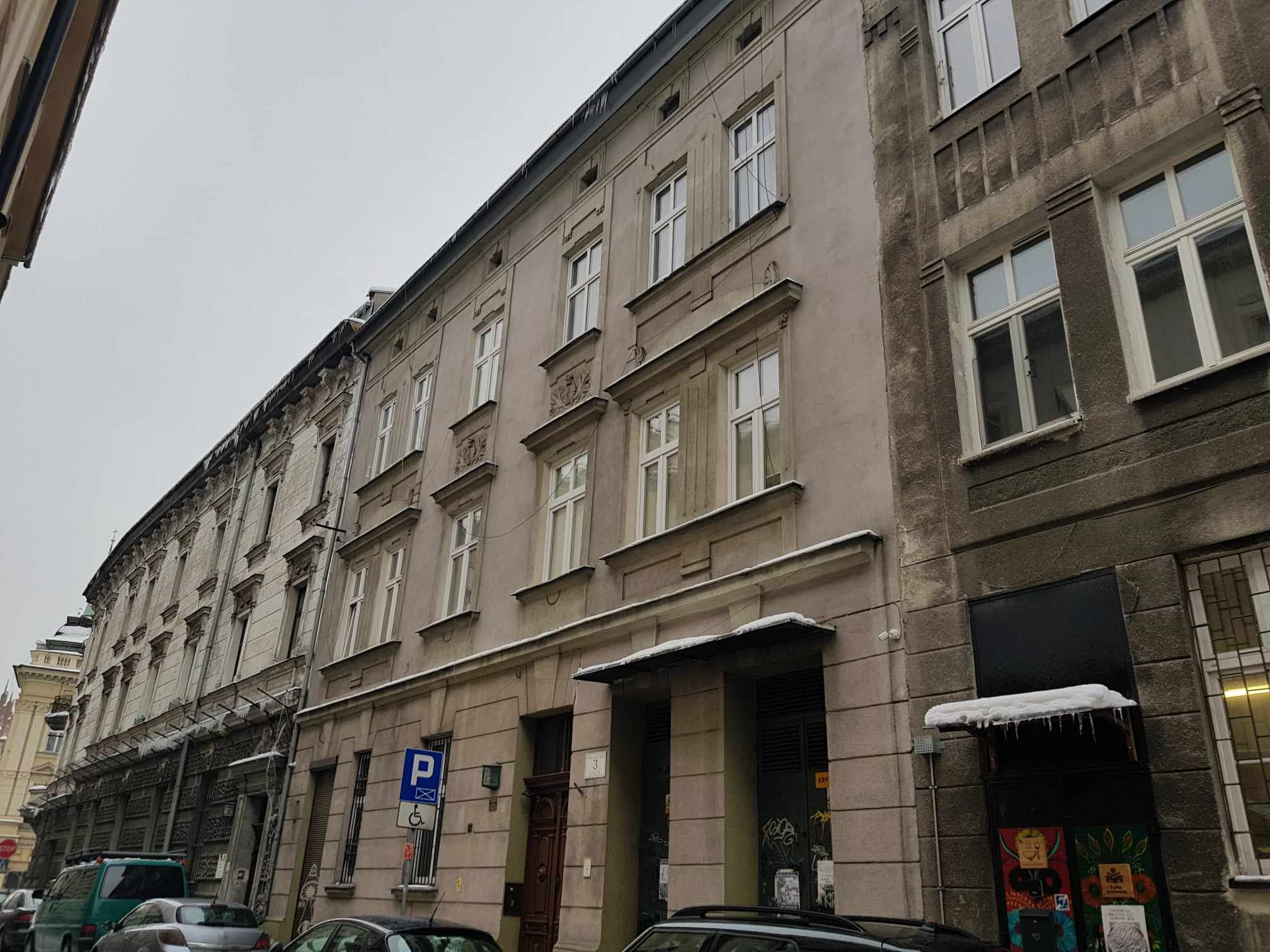
ul. Celna 3 Kamienica (1905)
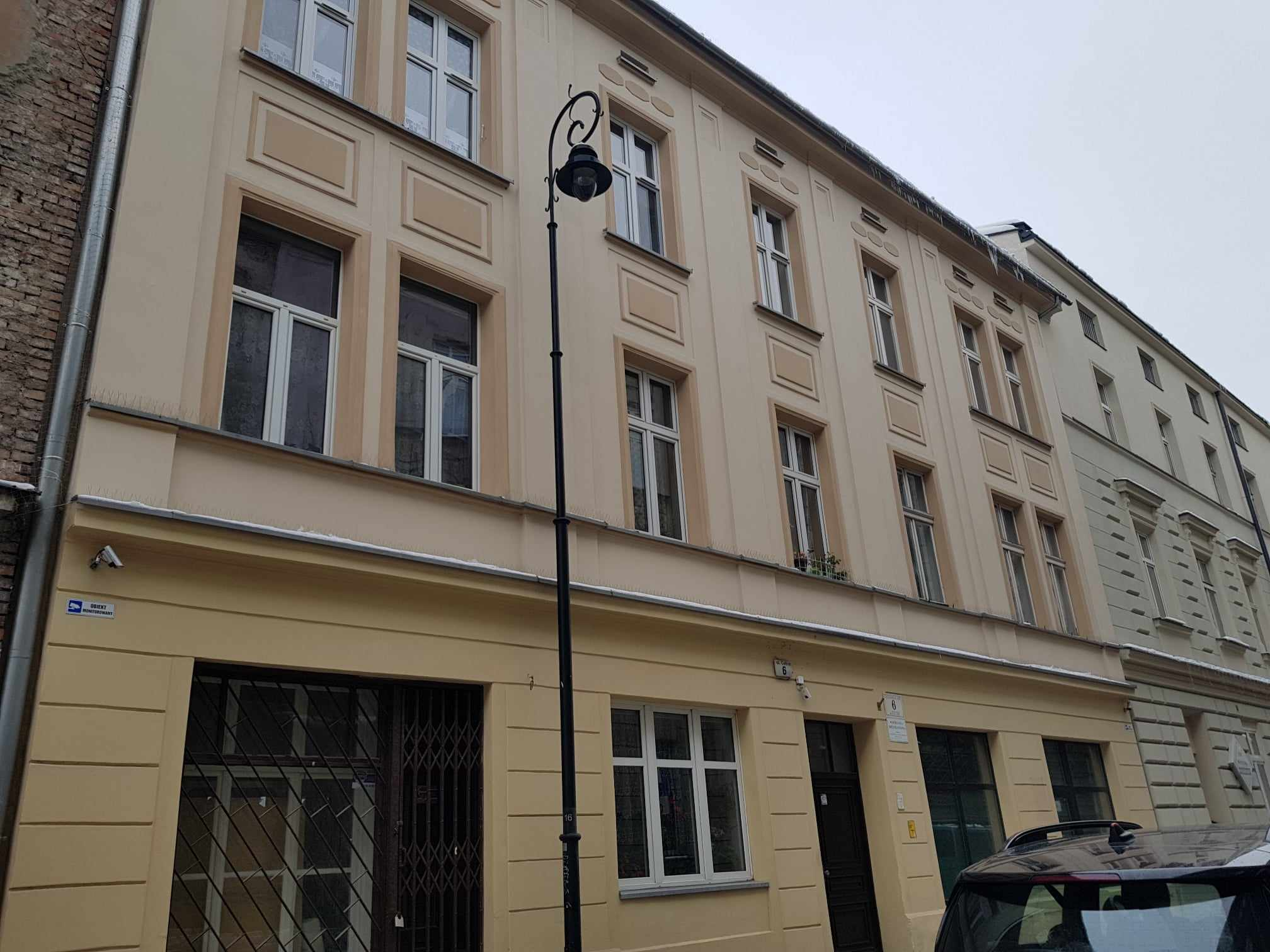
ul. Celna 6 Kamienica (proj. Antoni Dostal, 1912–1913)
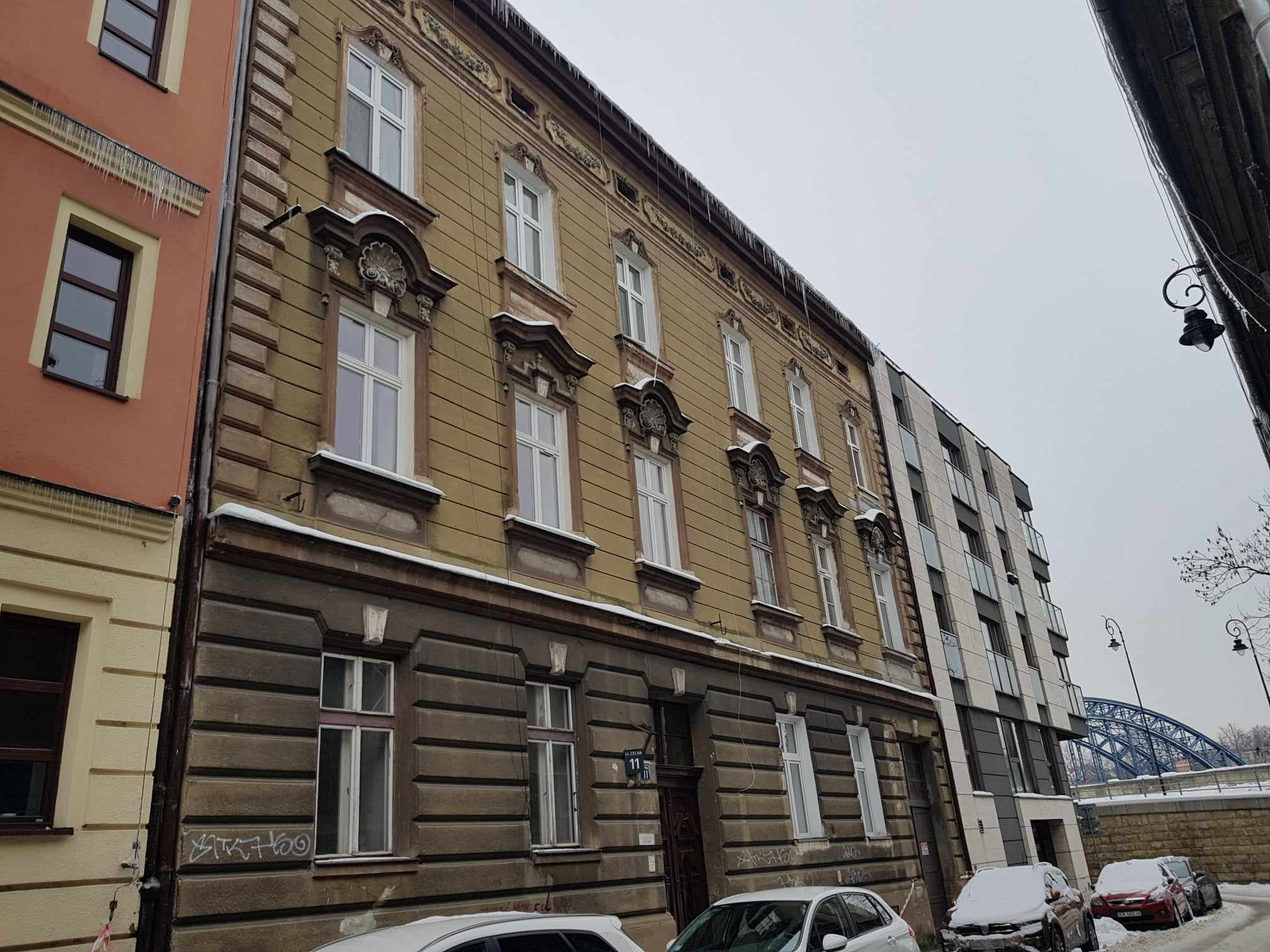
ul. Celna 11 Kamienica (ok. 1890)